# Communauté de communes de Vinay
La communauté de communes de Vinay était une communauté de communes française, située dans le département de l'Isère et la région Rhône-Alpes.
Depuis le 1er janvier 2013 la communauté de Vinay a été rejoint par la Communauté de communes de Vercors Isère pour former la Communauté de communes Chambaran Vinay Vercors.

## Composition
La communauté de communes regroupait 17 communes du Pays du Sud-Grésivaudan :
| Nom                   | Code Insee | Gentilé           | Superficie (km2) | Population (dernière pop. légale) | Densité (hab./km2) |
| --------------------- | ---------- | ----------------- | ---------------- | --------------------------------- | ------------------ |
| Vinay (siège)         | 38559      | Vinaitiers        | 16,01            | 4 131 (2014)                      | 258                |
| Beaulieu              | 38033      | Beaulieurains     | 8,79             | 625 (2014)                        | 71                 |
| Chantesse             | 38074      | Chantessois       | 5,83             | 317 (2014)                        | 54                 |
| Chasselay             | 38086      | Chasselois        | 9,45             | 421 (2014)                        | 45                 |
| Cognin-les-Gorges     | 38117      | Cognards          | 12,52            | 642 (2014)                        | 51                 |
| Cras                  | 38137      | Crasois           | 5,43             | 453 (2014)                        | 83                 |
| L'Albenc              | 38004      | Albinois          | 9,86             | 1 149 (2014)                      | 117                |
| Malleval-en-Vercors   | 38216      | Mallevalois       | 14,10            | 52 (2014)                         | 3,7                |
| Morette               | 38263      | Morettins         | 6,27             | 410 (2014)                        | 65                 |
| Notre-Dame-de-l'Osier | 38278      | Osierins          | 8,38             | 470 (2014)                        | 56                 |
| Poliénas              | 38310      | Poliénois         | 14,03            | 1 124 (2014)                      | 80                 |
| Quincieu              | 38330      | Quincerots        | 4,75             | 104 (2014)                        | 22                 |
| Rovon                 | 38345      | Rovonnais         | 11,82            | 604 (2014)                        | 51                 |
| Saint-Gervais         | 38390      | Saint-Gervaisiens | 13,15            | 558 (2014)                        | 42                 |
| Serre-Nerpol          | 38275      | Serre-Nerpolains  | 13,16            | 293 (2014)                        | 22                 |
| Varacieux             | 38523      | Varaciens         | 18,48            | 877 (2014)                        | 47                 |
| Vatilieu              | 38526      | Vatilieurois      | 9,22             | 371 (2014)                        | 40                 |

## Compétences

### Compétences obligatoires
Actions de développement économique intéressant l'ensemble de la Communauté de communesCréation, aménagement, entretien et gestion de toutes les zones d'activité industrielles, commerciales, tertiaires, artisanales ou touristiques d'intérêt communautaire. L'ensemble des zones d'activité industrielles et artisanales situées sur le territoire de la Communauté de communes sont considérées comme étant d'intérêt communautaire.
Aménagement de l'espace communautaireSchéma de Cohérence Territoriale et schéma de secteur.

### Compétences optionnelles
Politique du logement social d'intérêt communautaireOPAH  procédure d'amélioration de l'habitat local en cours d'élaboration. Actions pour les opérations en faveur du logement des personnes défavorisées par la prise en charge des garanties d'emprunt. Organisation des permanences d'un architecte conseiller et d'un paysagiste conseiller.
EnvironnementSignalétique des voiries et des sentiers de randonnée inscrits au PDIPR. Élaboration et animation de contrats de rivière ou de bassin. Élimination et valorisation des déchets des ménages. Production, transport et distribution de l'eau potable. Assainissement collectif et individuel.

### Autres Compétences
CultureEveil et enseignement musical, création, entretien et gestion d'une école de musique intercommunale. Soutien aux actions culturelles menées dans le cadre du grand Séchoir. Soutien aux manifestations dont le rayonnement dépasse le territoire de la Communauté de communes (Pays Sud-Grésivaudan );
Action socialeEn matière d'accueil de la petite enfance (0-6 ans). En matière d'animation en direction de la jeunesse. Soutien financier à l'ADMR sur le territoire de la Communauté de communes. Soutien financier aux frais de transports des élèves pour les sorties culturelles et sportives des collèges du territoire de la CCV;
Réserves foncièresRéserves foncières pour la mise en œuvre de la politique communautaire dans le domaine économique et du logement par l'exercice du droit de préemption urbain dans les périmètres fixés par le conseil de  la Communauté de communes après délibération concordante de la ou des communes concernées.

### Sources
- Le SPLAF, sur le site splaf.free.fr